# Famille Malatesta
Pour les articles homonymes, voir Malatesta.
Les Malatesta ou Malatesti sont une famille noble d'Italie, qui régna en souveraine sur Rimini et sur une partie de la Romagne du XIIIe au XVe siècle.

## Historique

### Origines
Elle est probablement issue, ainsi que les Montefeltri et d'autres familles de Romagne, de la maison des comtes de Carpegna.[réf. nécessaire]
La première mention d'un Malatesta remonte au XIIe siècle. La famille semble avoir été des propriétaires terriens de la vallée de la Marecchia au sud de Rimini entre Verucchio et Pennabilli, vallée qui contrôle l'entrée dans l'arrière pays. Malatesta signifie « mauvaise tête », probablement un surnom d'origine. Elle possède des terres à la campagne et des maisons dans Rimini.

### XIIIesiècle
Vers 1200, les Malatesta se divisent en deux branches, les Malatesta de Foligno et les Malatesta de Verucchio, c'est cette branche qui gouvernera Rimini.[réf. nécessaire]
En mars 1216, Giovanni Malatesta passe un accord avec la commune de Rimini dans lequel il s'engage à maintenir la paix, à rendre tous les châteaux qu'il possède et à aller à la guerre trois mois par an pour le compte de la commune, en échange de quoi le podestat déclare les Malatesta citoyens de la ville. À sa mort en 1221, son neveu Malatesta della Penna prend la tête de la famille. Il est alors nommé podestat de Rimini et de Pistoia en 1239, et aurait été adoubé par Frédéric II en 1239.
En 1275, Malatesta de Verucchio, fils du précédent, fut choisi par les Guelfes de Bologne pour combattre les Gibelins de Romagne auxquels il enleva la ville de Rimini. Après la défaite de Frédéric II en 1248, il s'impose comme le chef des guelfes de Rimini. Avec le soutien du pape, il arrête le podestat gibelin et prend le contrôle de la ville. Leader des guelfes dans la région, il soutient les prétentions de Charles d'Anjou sur le trône de Naples en 1265. Après un conflit avec le pape en 1287, il est démis de sa fonction de podestat et banni. Il rentre dans la ville et devient seigneur de Rimini le 13 décembre 1295. Il fait alors expulser toutes les familles gibelines de Rimini. Il impose sa seigneurie, prenant le titre de défenseur de la cité, mais laisse en place les institutions communales. Il se fait enterrer en l'église San Francesco qui devient alors la nécropole familiale.
Son fils Giovanni Malatesta, appelé aussi Gianciotto, est connu pour avoir tué sa femme, Francesca da Polenta (ou da Rimini) et son jeune frère Paolo soupçonnés d'adultère. Cette tragédie est racontée dans le chant V de Enfer de La Divine Comédie de Dante.[réf. nécessaire]

### XIVesiècle
En quelques générations, les Malatesta se créent une petite principauté allant du Rubicon au Tronto autour de Cesena, Rimini, Pesaro et Fano. Le départ de la papauté en Avignon leur permet de consolider leur emprise sur la région. Ils dominent la Romagne et les Marches pendant la première moitié du XIVe siècle . Les descendants de Malatesta de Verucchio conquièrent Cesena, Pesaro, Fano, Fossombrone, Cervia, etc., mais ils sont peu à peu dépouillés de leurs États par les papes.
En 1317, Pandolfo II, fidèle à la papauté comme vassal et condottiere, devient le chef du lignage. Dans les années 1330, sa puissance inquiète le pape qui tente de retrouver son pouvoir dans la région. Les Malatesta sont chassés de Rimini avant de récupérer leurs terres en 1334. Ils deviennent officiellement seigneurs de Rimini, Cesena, Pesaro, Fano et d'autres villes. Ils s'allient à Florence, à la reine Jeanne de Naples et résistent au cardinal Albornoz, envoyé par le pape Innocent VI qui veut recouvrer ses États. En 1348, ils s'emparent de la république d'Ancône, une petite république maritime indépendante depuis la fin du XIIe siècle, mais ils ne peuvent la conserver que quelques années. En 1355, la cité recouvre son indépendance lorsque Pandolfo est vaincu. Il conclut alors en accord avec la papauté dans lequel il s'engage à restituer toutes les terres usurpées sauf Rimini, Fano, Pesaro et Fossombrone contre le titre de vicaire du pape. Il légitime ainsi sa seigneurie. Il s'entoure d'une véritable cour dans son palais de Rimini décoré des peintures, des orfèvreries et d'autres objets luxueux envoyés par le pape depuis Avignon. Ami de Pétrarque, il lui envoie en 1356 un peintre pour faire son portrait.
De nombreux Malatesta furent condottieres au service des différents États italiens, le plus souvent soutenant la cause Guelfe. Les branches cadettes gagnent leur vie au service généralement du pape. Malatesta Gustafamiglia et Malatesta Ungaro, son fils, participent à la croisade décidée par Innocent VI contre les tyrans de Romagne. En avril 1356, Galeotto Malatesta en prend le commandement comme gonfalonier de l'Église avec des gages mensuels de 300 florins. En 1359, il sert le pape dans sa guerre contre Milan, reprend Bologne et est nommé commandant militaire de la ville. en 1363, Malatesta Ungaro commande les armées de la ligue organisée par le pape contre les Visconti de Milan. Mais les Malatesta, servent aussi Florence et Naples. À la mort de Guastafamiglia en 1363, la seigneurie est partagée entre ses deux fils, Pondofo qui dirige Pesaro, Fano et Fossombrone, et Malatesta Ungaro qui hérite de Rimini.
Une nouvelle ligue s'organise en 1367 contre les Visconti à laquelle les Malatesta participent. Pandolfo et Ungaro, accompagnés de leur oncle Galeotto, escortent le pape Urbain V lors de son entrée à Rome. Ce dernier nomme Galeotto sénateur. Ungaro meurt en 1372, suivi par son frère Pandolfo six mois plus tard. Galeotto, désormais seul chef de la famille, se remarie et a quatre fils, Carlo en 1368, Pandolfo en 1370, Andrea en 1373 et Galeotto Belfiore en 1377. En 1375, il demeure fidèle au pape et le sert comme condottiere avec le capitaine anglais John Hawkwood en 1375 lorsque Florence et Milan s'allient contre le pontife lors de la guerre des Huit Saints. Profitant toutefois des difficultés de la papauté, il s'empare de Cesena en 1378. En 1380, Urbain VI le nomme recteur de la Romagne, le plaçant à la tête de l'administration pontificale de la province. À sa mort le 21 janvier 1385, la famille Malatesta est au sommet de son pouvoir .
Ses quatre fils se partagent le vicariat ; Carlo prend Rimini, Pandolfo Fano, Andrea Cesena et Galeotto Belfiore des places mineures. Carlo est recteur de Romagne et gonfalonier de l'Église. Les Malatesta restent fidèles au pape et à la république de Florence avec laquelle ils ont une longue tradition d'amitié, mais ils scellent de nouvelles alliances avec le duc de Milan en 1389 et les seigneurs de Mantoue. En 1398, Carlo négocie une trêve entre Milan et Mantoue et gagne la confiance du duc de Milan qui l'envoie en ambassade auprès du pape. Il y gagne de nombreuses condotte.

### XVesiècle
En 1401, la famille est agréée à la noblesse vénitienne par mérite. En 1404, Pandolfo Malatesta, qui est entré au service de Milan, s'empare de la seigneurie de Brescia. L'influence de la famille s'étend désormais sur toute l'Italie du nord. Leurs terres forment la plus grande seigneurie des États du pape au nord des Apennins. Carlo sauve la seigneurie des Visconti. Il est admiré pour sa piété, la noblesse de ses manières et son intérêt pour les lettres. Les humanistes le jugent toutefois austère.
En avril 1418, Carlo est engagé par la reine Jeanne de Naples tandis que Pandolfo lutte contre les Visconti avec le soutien du pape pour conserver sa seigneurie de Brescia qu'il doit cependant abandonner en mars 1421. Martin V le nomme capitaine général de l'Église l'année suivante. Il meurt le 3 octobre 1427 à Fano. Trois fois marié, il n'a pas d'enfant légitime mais laisse trois fils bâtards, Galeotto Roberto né en 1411, Sigismondo Pandolfo né en 1417 et Domenico né en 1418, connu sous le nom de Malatesta Novello. Carlo n'ayant pas d'enfants, ces trois fils sont les héritiers de la seigneurie. Carlo obtient du pape une bulle les légitimant. Il meurt en septembre 1429 en confiant la garde de ses neveux au comte d'Urbino et au seigneur de Ferrare Nicolas d'Este.
Au début du siècle, Carlo agrandit et embellit Rimini, tandis que Malatesta dei Sonetti fait de même à Pesaro. Tous deux y construisent des édifices religieux et un palais seigneurial. Pandolfo III enrichit Fano d'une extension, précoce exemple d'urbanisme moderne.
La cour de Carlo est fréquentée par les capitaines de guerre, mais aussi des artistes, des lettrés et des musiciens. Il est connu pour son amour des lettres et se voit dédier des manuscrits comme le Realis Ystoria enluminé à la fin du XIVe siècle par un artiste lombard.
À la mort de Carlo en 1429, ses héritiers sont trop jeunes pour diriger le vicariat et le gouvernement est partagé entre sa veuve Elisabeth et un conseil de régence. Espérant profiter de sa mort, Carlo Malatesta, seigneur de Pesaro, s'allie au comte d'Urbino Guidantonio et entre en guerre contre le pape Eugène IV que les Malatesta de Rimini soutiennent. Âgé de 15 ans, Sigismondo contacte sa première condotta en janvier 1432 au service de la papauté. Quand son frère aîné, très pieux, meurt à 21 ans, le 10 octobre 1433 à force de privations, il devient le chef de la maison des Malatesta. Il est l'un des plus fameux condottiere de son époque. Quand il meurt en 1468, son fils bâtard Roberto s'empare du pouvoir et vainc le 30 août 1469 les armées papales qui essaient de s'emparer de ses États.
Le dernier seigneur régnant de cette famille, Pandolfe IV, fut chassé de Rimini par César Borgia, et depuis 1528 cette ville resta définitivement aux papes.

### Fin
En 1716, la famille s'éteint avec la mort d'un certain Roberto, âgé de 59 ans[réf. nécessaire].

## Seigneurs

### Seigneurs de Rimini
1. Malatesta Malatesta (1239–1248), podestat;
2. Malatesta da Verucchio (1262–1312), podestat;
3. Malatestino Malatesta (1312–1317);
4. Pandolfo Malatesta (1317–1326);
5. Ferrantino Malatesta (1326–1353);
6. Malatesta Malatesta (1353–1364);
7. Galeotto I Malatesta (1364–1385);
8. Carlo I Malatesta (1385–1429);
9. Galeotto Roberto Malatesta (1429–1432);
10. Sigismondo Malatesta (1432–1468);
11. Roberto Malatesta (1468–1482);
12. Pandolfaccio Malatesta (1482–1528).

### Seigneurs de Pesaro
1. Gianciotto Malatesta le Boiteux ;
2. Pandolfo Ier Malatesta ;
3. 1335-1364 : Malatesta II Antico Malatesta ;
4. 1364-1373 : Pandolfo II Malatesta
5. Ferrantino Malatesta (…–1353);
6. Malatesta III Malatesta Unghero (…–1372) ;
7. Galeotto I Malatesta (…–1385) ;
8. Malatesta IV Malatesta  (1373-1429) ;
9. Carlo II Malatesta (1429-1438) ;
10. Galeazzo Malatesta (1438-1445).

## Filiation

### Avant Pandolfo Malatesta († 1326)
1. Malatesta de Rimini († 1195)
  1. Giovanni Malatesta(† 1221)
    1. Remberto Malatesta, † après 1240 – Origine de la branche de Sogliano

  2. Malatesta Malatesta(† avant 1197)
    1. Malatesta Malatesta, podestat de Rimini 1183–1248
      1. Malatesta da Verucchio (1212[2] - 1312), podestat de Rimini en 1262
        1. Giovanni Malatesta (circa 1255 - 1304) (appelé aussi Gianciotto), podestat de Pesaro en 1294
        2. Paolo Malatesta (1256 - 1284)
        3. Piero Malatesta
        4. Malatestino Malatesta (circa 1251 - 1317), seigneur de Rimini 
          1. Ferrantino Malatesta (1258 - 1353), seigneur de Pesaro, seigneur de Rimini en 1326
            1. Malatestino Malatesta († 1335), podestat de Césène

          2. Giovanni III (?-1375)
            1. Ramberto Novello Malatesta  (1475–1532)
              1. Galeotto
              2. Carlo V (?-1544)

            2. Carlo III (?-1486)

        5. Pandolfo Malatesta (1266 - 1326), seigneur de Pesaro, seigneur de Rimini en 1317

### après Pandolfo Malatesta († 1326)
1. Pandolfo Malatesta (1266 - 1326), seigneur de Pesaro, seigneur de Rimini en 1317
  1. Malatesta Malatesta (circa 1299 - 1364), seigneur de Pesaro en 1322, seigneur de Rimini en 1335
    1. Malatesta Malatesta Ungaro (Juin 1327 - 17 juillet 1372 Pesaro)
      1. Costanza Malatesta († 1378)

    2. Pandolfo Malatesta (1325 - 1373)
      1. Malatesta Malatesta (1371 - 1429), seigneur de Pesaro en 1385
        1. Galeazzo Malatesta[3] (1385 - circa 1457), seigneur de Pesaro en 1438 
          1. Elisabetta Malatesta († 1477)

        2. Carlo Malatesta[3] († 1438), seigneur de Pesaro
        3. Galeotto Malatesta[3]
        4. Taddea Malatesta, épouse de Lodovico Migliorati di Fermo[3]
        5. Cléope Malatesta, épouse de Théodore II Paléologue[3]
        6. Pandolfo Malatesta[3], évêque
        7. Paola Malatesta, épouse de Jean-François de Mantoue[3]

  2. Caterina Malatesta
  3. Galeotto Malatesta (1299 - 1385)
    1. Carlo Malatesta (1368 - 1429), seigneur de Rimini en 1385, seigneur de Brescia de 1404 à 1410
    2. Margerita Malatesta († 1399)
    3. Paola Malatesta († 1449)
    4. Pandolfo Malatesta (1370 - 1427)
      1. Galeotto Roberto Malatesta (1411 - 1431), seigneur de Rimini 1429–1432
      2. Domenico Malatesta Novello, (1418 - 1465), seigneur de Césène, Bertinoro, Meldola et Sarsina 1433–1465; fondateur de la Bibliothèque Malatestiana de Césène 1452
      3. Sigismondo Malatesta (1417 - 1468), seigneur de Rimini en 1432 
        1. Roberto Malatesta (illégitime) (1442 - 1482), seigneur de Rimini en 1468
          1. Pandolfo IV Malatesta (1475 - 1538), seigneur de Rimini en 1482, dernier Malatesta seigneur de Rimini
            1. Sigismondo Malatesta, condottière († 1543)
            2. Roberto Malatesta
            3. Anibale Malatesta

          2. Carlo Malatesta (1482 - 1508)
            1. Gerolamo Malatesta
            2. Roberto Malatesta